# Sporthochseeschifferschein

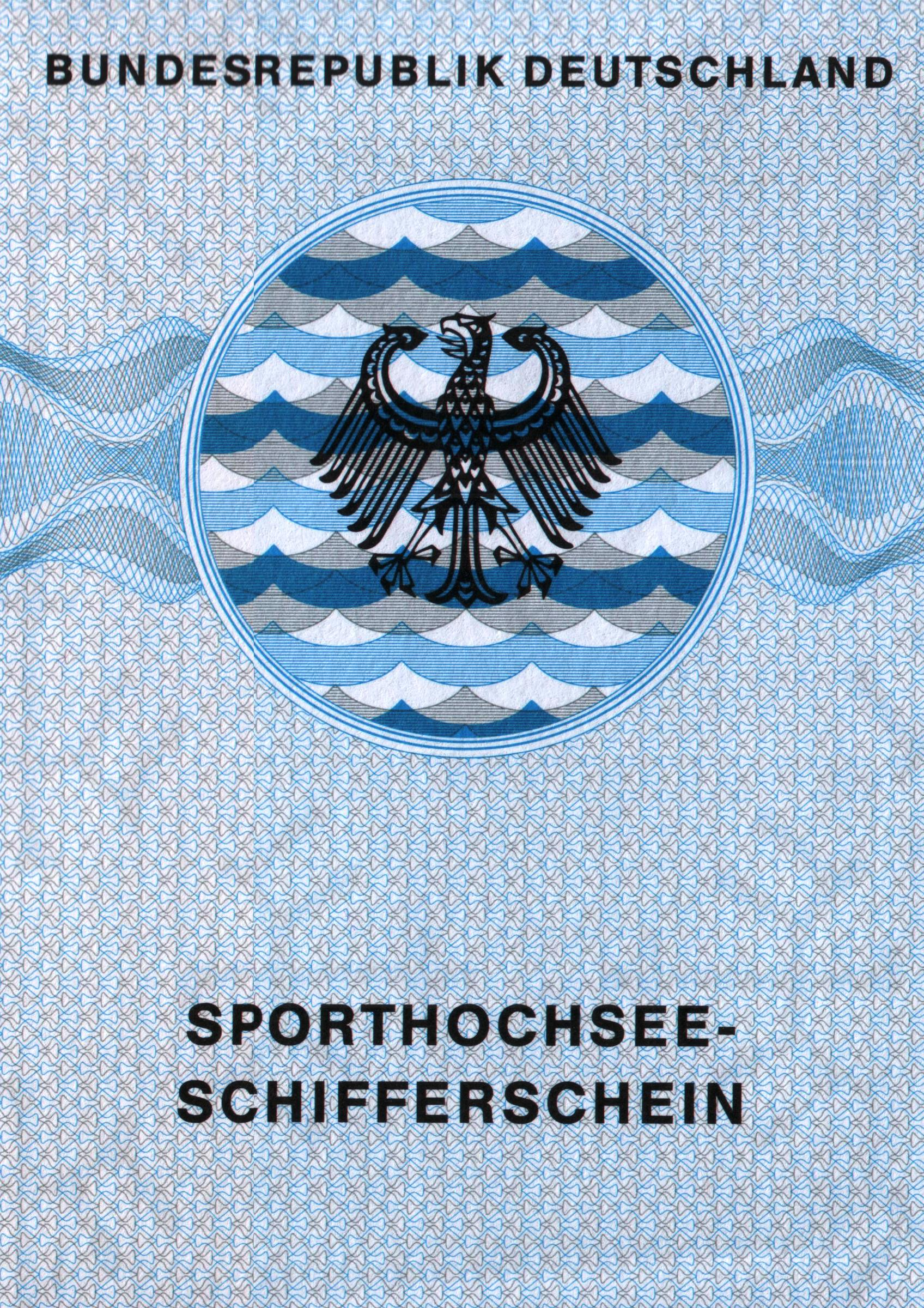
Der SHS

Der Sporthochseeschifferschein (SHS) ist in Deutschland einer der amtlichen Sportschifferscheine zum Führen von Yachten sowie Ausbildungs- und Traditionsschiffen „mit Antriebsmaschine“ oder „mit Antriebsmaschine und unter Segel“ in der weltweiten Fahrt (alle Meere). Der SHS ist für die gewerbliche Nutzung von Sportbooten im Fahrtbereich weltweite Fahrt vorgeschrieben. Man benötigt ihn also, wenn man die küstennahen Gewässer (s. Abschnitt Sportseeschifferschein) verlässt. Zusätzlich sind bei weltweiter, gewerblicher Fahrt weitere Besatzungserfordernisse vorgeschrieben. Diese ergeben sich erneut aus der Anlage 4 zur SeeSpbootV.

## Voraussetzungen
- Lebensalter mindestens 18 Jahre
- Besitz des Sportseeschifferscheines
- Nachweis von 1.000 Seemeilen auf Yachten im Seebereich nach Erwerb des Sportseeschifferscheins als Skipper, Coskipper oder Wachführer (im Gegensatz zum SSS genügt stellvertretende Wachführung nicht). Die Prüfung darf bereits bei Nachweis von 500 Seemeilen abgelegt werden, die Scheinausstellung erfolgt dann bei Nachweis der noch fehlenden Meilen.

## Prüfung
- Schriftliche Theorieprüfung in drei Teilfächern
  - Navigation (inkl. astronomischer Navigation) (150 Minuten)
  - Schifffahrtsrecht (u. a. internationales Seerecht) (45 Minuten)
  - Wetterkunde (u. a. tropische Wirbelstürme) (45 Minuten)
- Praxis: Handhabung des Sextanten (ca. 10 Minuten)
  - Erklärung/Überprüfung der drei gängigen Fehler
  - Durchführung einer Vertikal-Winkel-Messung
- Mündliche Prüfung: Handhabung von Yachten (ca. 15 Minuten)
  - technische und seemännische Aspekte der Führung von Yachten
  - Fahren in schwerem Wetter
  - Verhalten in wirbelsturmgefährdeten Gebieten[1][2]

## Grundsätzliches
Der DSV stellt jährlich in ganz Deutschland ca. 200 SHS-Scheine im Auftrag des Bundesministeriums für Verkehr aus. Im Zeitraum von 2000 bis 2020 wurden im Durchschnitt ca. 360 SHS Scheine pro Jahr ausgestellt, Tendenz abnehmend.

## Internationale Vergleichbarkeit
Der SHS entspricht im Grundsatz in etwa dem britischen Yachtmaster Ocean, obschon die Zertifikate der Royal Yachting Association für den Yachtmaster oft als höher bewertet werden. Objektive Studien hierzu fehlen.
Die Schweiz kennt im Hochseebereich nur einen Schein, den Hochseeausweis (HSA). Er befähigt, wie der Deutsche Sporthochseeschifferschein (SHS), ebenfalls zur weltweiten Fahrt und erfordert – nebst einer anspruchsvollen und umfassenden theoretischen Prüfung – ebenso Nachweise über mindestens 1000 Seemeilen praktische Erfahrung auf hochseetauglichen Schiffen. Einzig der Bereich Astronavigation wird in der Prüfung zum HSA, im Vergleich zum Deutschen SHS, nicht abgefragt.
Hier geht der Englische Yachtmaster Ocean allerdings viel weiter, wobei eine selbst geplante Ozeanpassage als Skipper oder Wachführer, während der Astronavigation durchgeführt und dokumentiert wurde, eine Prüfungs-Voraussetzung darstellt.
Obschon der Schweizerische HSA also in Bezug auf die Anforderungen zumindest dem Deutschen SHS weitestgehend entspricht, dürfen Yachten unter Schweizer Flagge nicht professionell eingesetzt werden. Flaggenrecht und Führerscheinrecht sind jedoch gesondert zu betrachten.

## Gültigkeit
Der SHS ist für Yachten und Traditionsschiffe in weltweiter Fahrt gültig (§ 1 I 3 SportSeeSchiffVO).
- Wenn es sich um eine Yacht (Sportboot) handelt, ist die Anzahl der Personen jedoch gem. § 2 I 1 SeeSpbootVO auf 12 Personen zuzüglich Schiffsführer und Besatzung beschränkt. Ist das Schiff für mehr  Personen zugelassen, handelt es sich nicht mehr um ein Sportboot,[4] so dass die für Sportboote vorgesehenen Befähigungszeugnisse keine Gültigkeit mehr haben.
- Handelt es sich um ein Traditionsschiff, befähigt der SHS zum Führen von Schiffen auf weltweiter Fahrt bis 25 m Länge bis maximal 25 Personen insgesamt an Bord, bis 15 m Länge auch mit mehr Personen an Bord. (§1(4) SportseeSchVO). Darüber hinaus kann der SHS-Inhaber ein Traditionsschiff bis 55 m führen, sofern er die in der SeeSpbootVO bezeichneten Zusatzeinträge im SHS oder SSS nachweisen kann. Die Besatzung darf dann 25 Personen übersteigen.

- Weitere Einschränkungen hinsichtlich der Schiffsbesetzung ergeben sich aus Anlage 4 zu § 15 II SeeSpbootVO ("Lenkzeit" höchstens 10 Stunden binnen 24 Stunden)

## Internationales Zertifikat
Alle Sportschifferscheine beinhalten das Internationale Zertifikat gemäß der Resolution Nr. 40 der Wirtschaftskommission der Vereinten Nationen International Certificate of Competence. Führer von Sportbooten können mit Hilfe dieses Nachweises ihre Qualifikation im Ausland belegen. Die Führerscheine wurden hierzu um eine dritte Innenseite erweitert. Der SHS beinhaltet mithin das "Internationale Zertifikat E" (IZE).

## Vorgänger
Amtlicher Vorgänger des Sporthochseeschifferscheins war das Sporthochseeschifferzeugnis. Es war bis 1994 das vorgeschriebene Befähigungszeugnis für die gewerbliche Sportschifffahrt. Das Sporthochseeschifferzeugnis kann in den Sporthochseeschifferschein umgeschrieben werden. Der DSV-C-Schein ähnelte inhaltlich dem Sporthochseeschifferschein. Vor dem 1. Januar 1994 ausgestellte C-Scheine können in den Sporthochseeschifferschein umgeschrieben werden.